# Beavis a Butt-head dobývají Ameriku
Beavis a Butt-head dobývají Ameriku (v anglickém originále Beavis and Butt-head Do America) je americký dobrodružný film z roku 1996. Režisérem filmu je Mike Judge. Hlavní role ve filmu ztvárnili Mike Judge, Demi Moore, Bruce Willis, Robert Stack a Cloris Leachman.

## Obsazení
| Mike Judge        | Beavis/Butt-head/Tom Anderson/McVicker/Van Driessen |
| Demi Moore        | Dallas Grimes                                       |
| Bruce Willis      | Muddy Grimes                                        |
| Robert Stack      | Flemming                                            |
| Cloris Leachman   | stará žena                                          |
| Richard Linklater | řidič busu                                          |
| Dale Reeves       | Bill Clinton                                        |
| Greg Kinnear      | Bork                                                |
| David Letterman   | Tony Darling                                        |